# Ketamia
Ketamia is een geslacht van kreeftachtigen uit de klasse van de Malacostraca (hogere kreeftachtigen).

## Soorten
- Ketamia depressa (Ihle, 1916)
- Ketamia handokoi Tavares, 1993
- Ketamia limatula Tavares, 1993
- Ketamia proxima Tavares, 1993